# هازجة الغاب

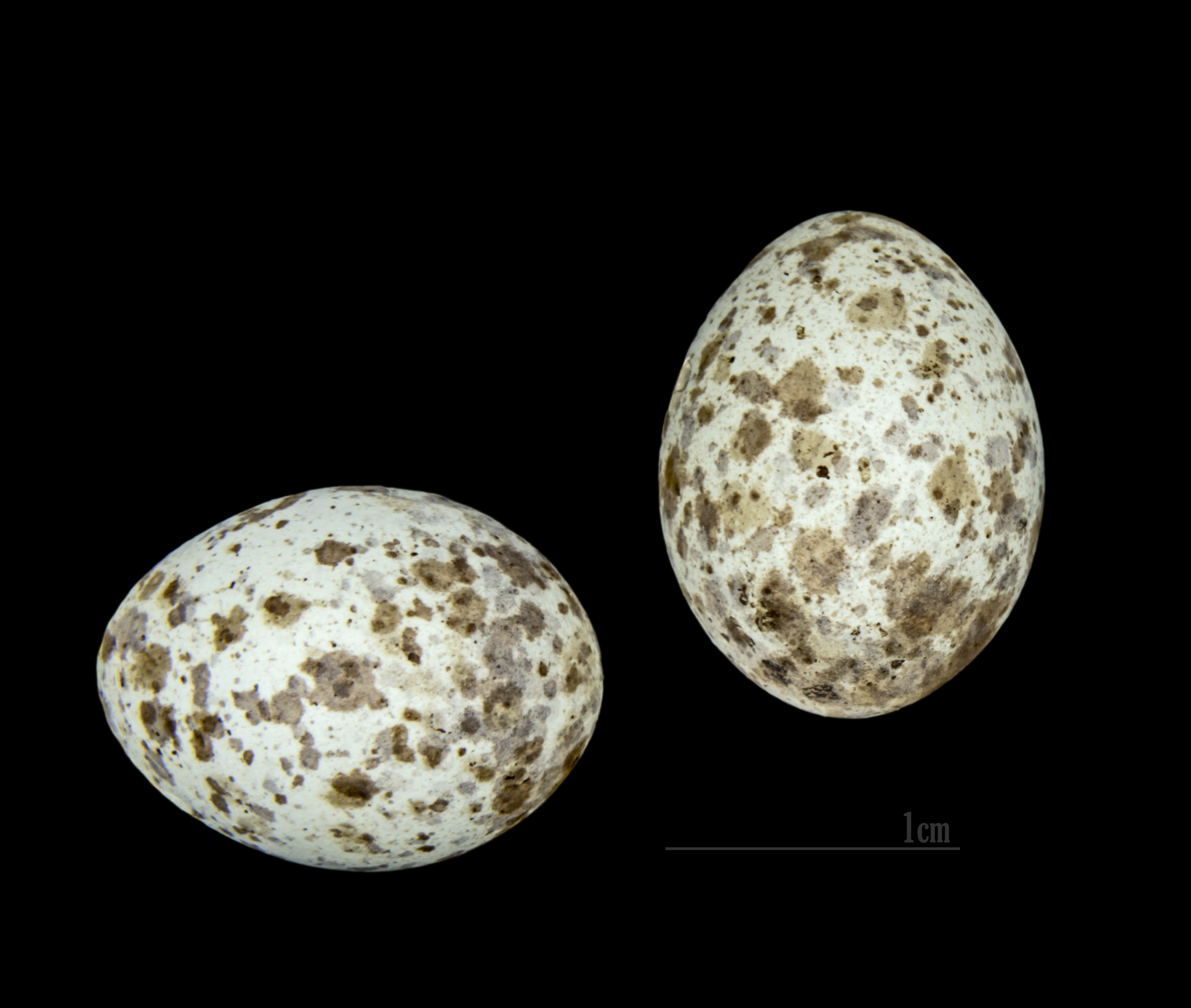
Acrocephalus arundinaceus

هازجة الغاب أو الدَّخْنَاء أو الدَّخْنَان أو أبُو دُخنَة وتسمى أيضا هازجة القصب الأوروبية (الاسم العلمي: Acrocephalus scirpaceus) (بالإنجليزية: Eurasian Reed Warbler)‏، هو طائر ينتمي إلى (فصيلة: Acrocephalidae). لونه إلى الغبرة يعيش بين القصب وفي الأدغال وعلى ضفانف الأنهار. مبذولٌ في لبنان. قوته الحشرات الصغيرة والذباب والهوام. يدثن عشه على علو.٤٠ أو ٥٠ سم. في النباتات المغمورة بالماء كالأسل والغزار يجمع ثلاثة منه إلى بعضها ويحيك عشه القمي الشكل فوق مركز اجتماعها. أنثاه تبيض ٤ بيضات تحضنها بمناوبة الذكر من ١٤ إلى ١٥ يوم.

## معرض صور

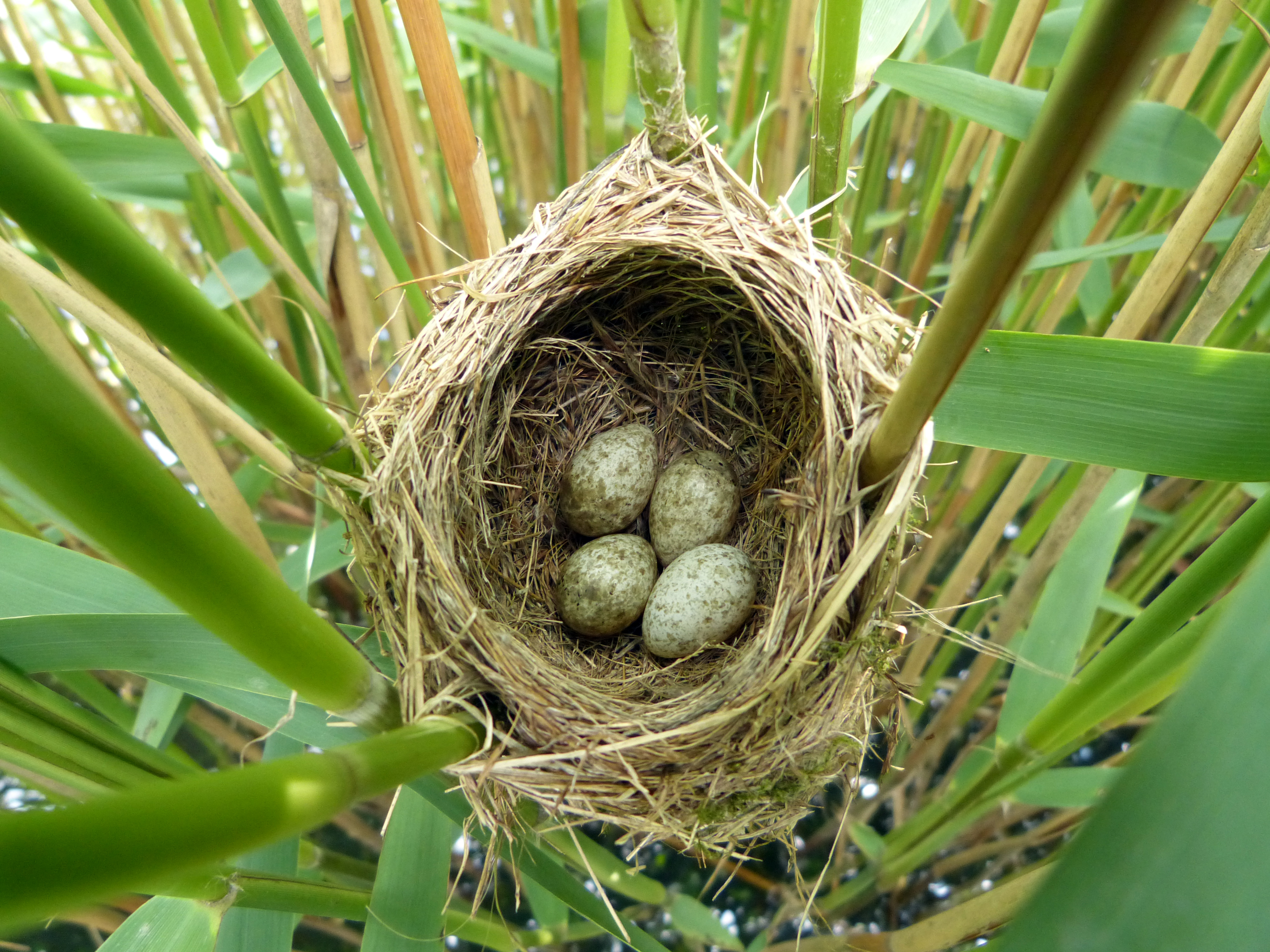
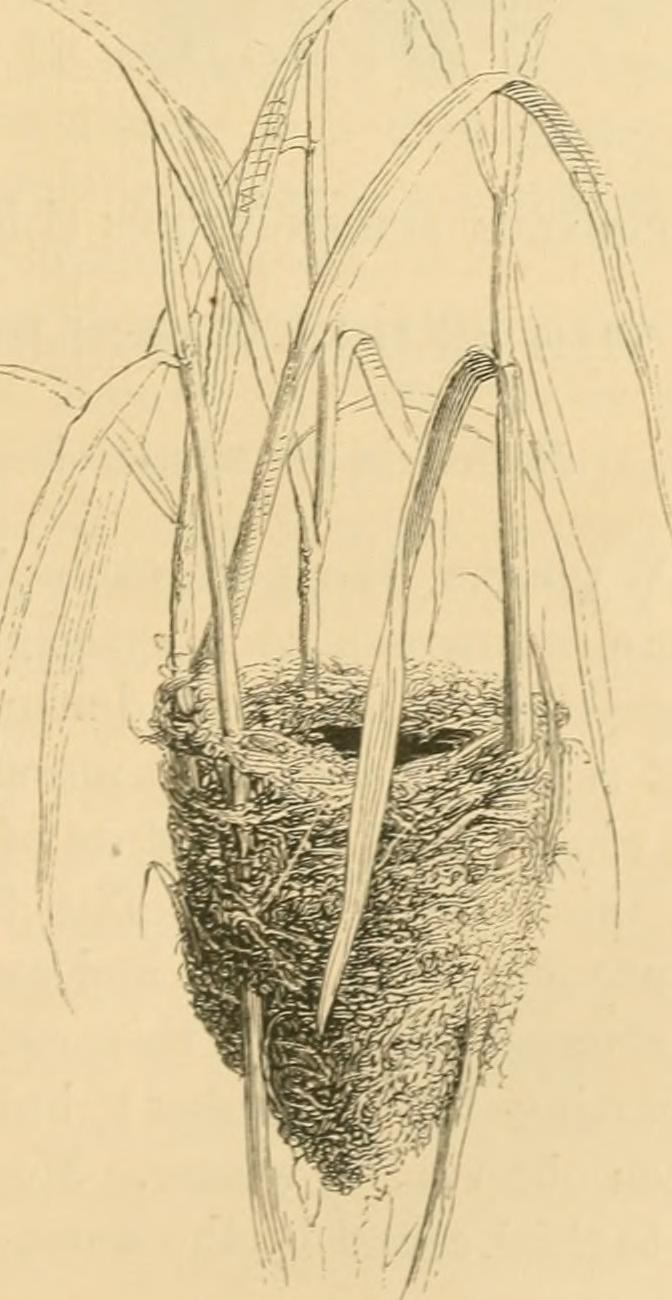
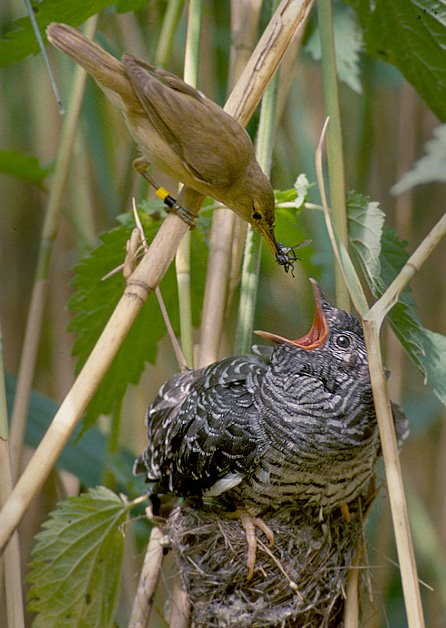
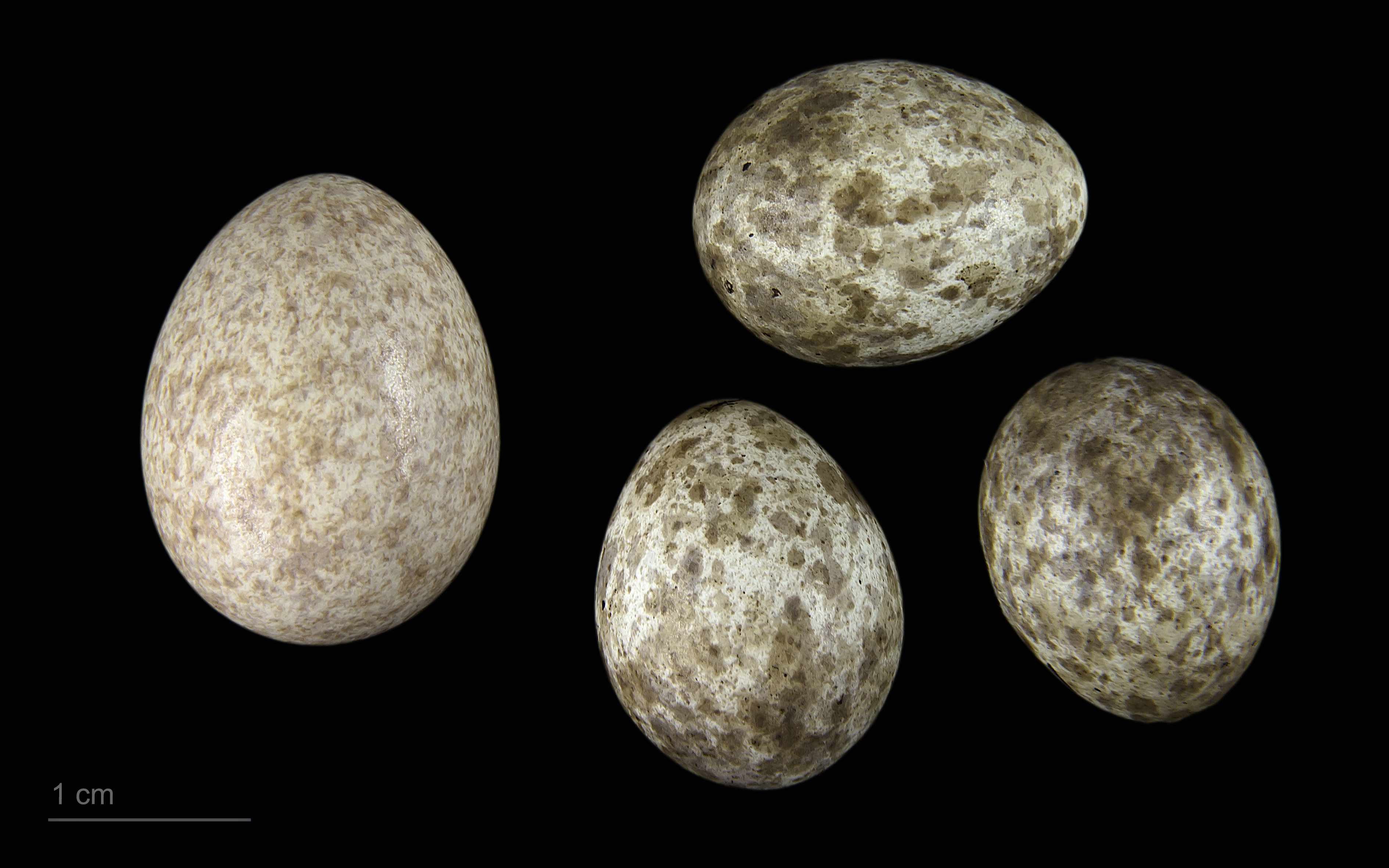